# Langues créoles
Cet article concerne les langues créoles. Pour le sens ethnologique, voir Créoles. Pour les autres significations, voir Créole (homonymie).
En linguistique, une langue créole (en anglais : creole ; en espagnol : criollo ; en portugais : crioulo) est une langue qui est devenue native dans une société. Un créole est une langue aussi complexe et aussi riche que n’importe quelle autre langue native. En revanche, un pidgin est une forme de créole informelle, une langue simplifiée, pauvre et relativement instable qui sert à faciliter la communication entre des populations différentes. Le pidgin se transforme en créole à partir du moment où il est parlé de manière native et permanente par une population. C'est cet usage permanent qui enrichit et complexifie les langues créoles.

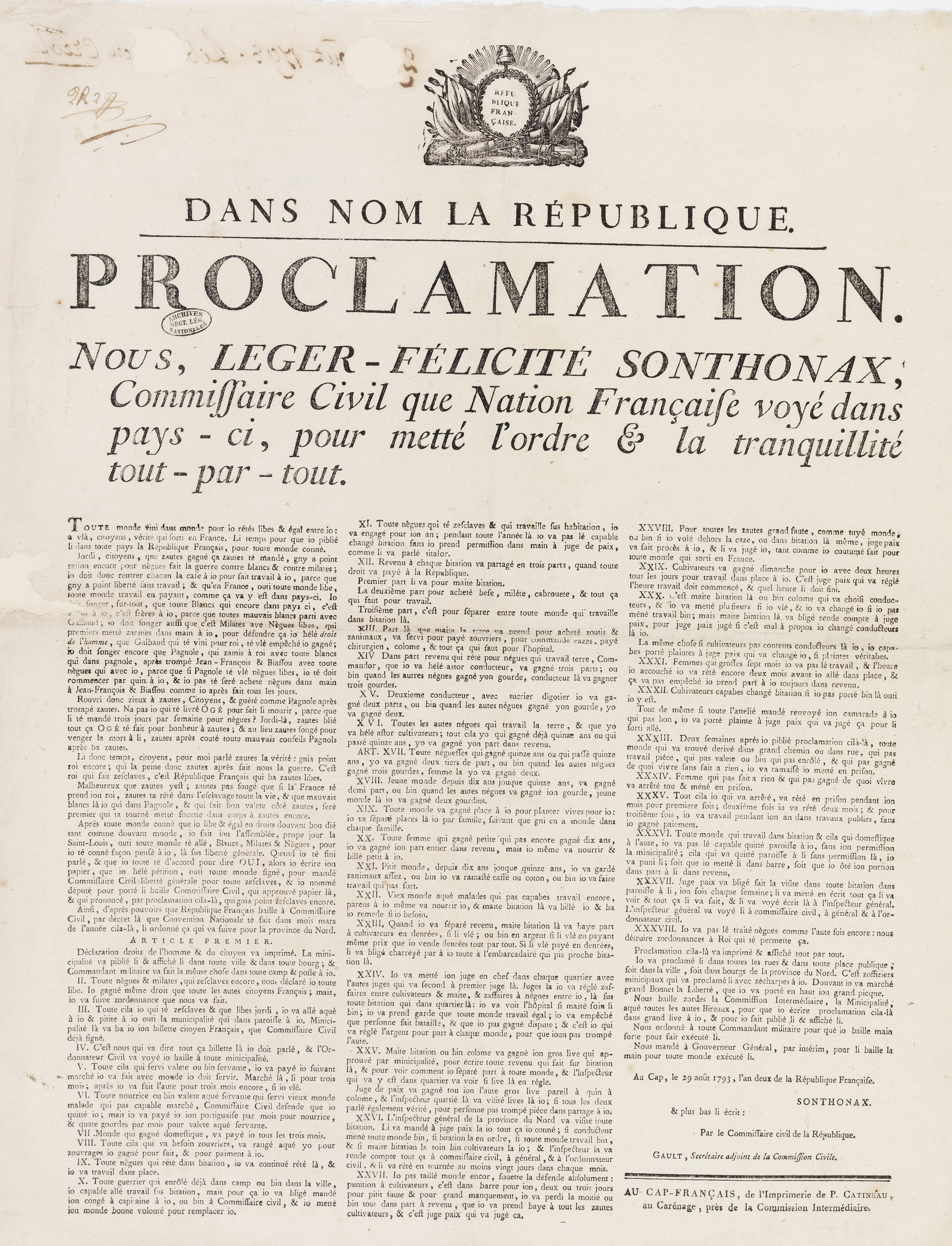
Proclamation en langue créole de Léger-Félicité Sonthonax, commissaire envoyé à Saint-Domingue par la Législative, faite au Cap Français (29 août 1793)

Ainsi, la cohabitation linguistique des colons et des déportés africains mis en esclavage dans la Caraïbe, en Louisiane et dans l’océan Indien a donné naissance aux langues dites créoles. Cette langue créole, née du résultat de mixages de langues différentes, a permis à des personnes d’origine et de langages différents de pouvoir communiquer. Par exemple, il pouvait y avoir un échange entre les maîtres et les esclaves, ou bien entre deux esclaves provenant de deux pays différents ou bien encore élaborer un système de communication pour substituer, voire résister. Il existe de nombreux créoles à bases lexicales indo-européennes, notamment issus des langues anglaise, française, portugaise et néerlandaise pour les plus répandus, mais également à bases d’autres familles de langues, par exemple les créoles malais.
Une 'langue créole', ou simplement le créole, est une langue qui s'est développée à partir de la simplification et du mélange de différentes langues déjà existantes pendant une relativement courte période de temps. Même si l'idée semble similaire à celle d'une langue mélangée ou hybride, les créoles sont souvent caractérisés par une tendance à systématiser leur grammaire héritée (exemple : par l'élimination des irrégularités ou par la régulation de la conjugaison des verbes irréguliers). Comme n'importe quelle langue, les créoles sont caractérisés par un système de grammaire, possèdent un vocabulaire stable et étendu, et sont acquis par des enfants en tant que langue maternelle. Ces trois traits distinguent une langue créole d'un pidgin. Il existe des langues créoles dans les tous les continents, excepté en Europe. Le créole n’a pas disparu à la suite de l'abolition de l'esclavage. Il est aujourd'hui parlé par des millions de personnes à travers le monde : le créole haïtien est parlé par 13 millions de locuteurs. Les créolistiques, ou la créologie, sont l'étude des langues créoles et donc sont des sous-catégories de la linguistique. Quelqu'un qui s'engage en cette étude s'appelle un créoliste.
Le nombre précis des langues créoles n'est pas clair. Celles-ci sont généralement basées sur les langues européennes comme l'anglais et le français à cause de la colonisation européenne et de la traite négrière atlantique qui débute peu de temps après. Avec l'amélioration de la construction navale et la navigation, les commerçants ont besoin d'apprendre comment communiquer avec les gens autour du monde, et la façon la plus rapide de le faire a été de créer un pidgin, ou une langue simplifiée qui était adaptée. Les langues créoles découlent en partie de ces pidgins. En plus des créoles qui ont des langues européennes comme base, il y a, par exemple, des créoles qui sont basés sur l'arabe, le chinois, et le malais. Le créole avec le plus grand nombre de locuteurs est le créole haïtien, avec presque treize millions de locuteurs maternels, suivi par le tok pisin avec environ quatre millions, la plupart étant des locuteurs de deuxième langue.

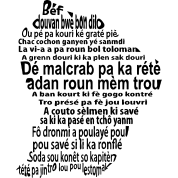
Lexique de mot en créole guyanais, formant la carte de la Guyane.

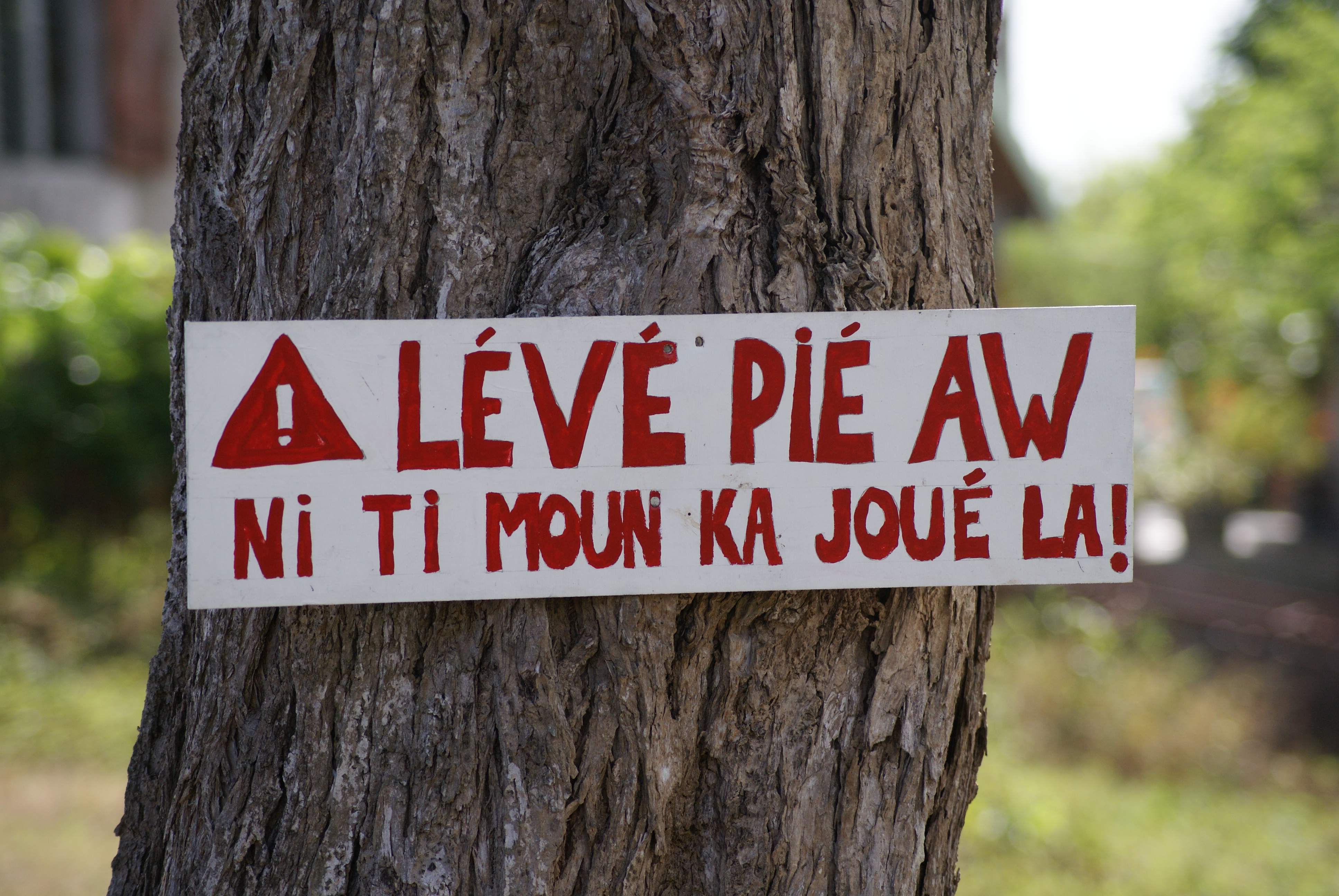
Panneau en créole de Guadeloupe signifiant : « Ralentissez, nos enfants jouent ici » et plus littéralement : « Lève ton pied (de l'accélérateur), il y a des enfants qui jouent là ».

## Développement d’un créole
La langue créole ou la désignation de créole n’est pas exclusive à la Caraïbe francophone.
La langue créole, est au départ un parler régional. Elle diffère d’une île à l’autre sans règle précise, très vivant selon les périodes, et est originaire d’une transformation du français, de l’anglais, de l'espagnol, de langues africaines ou de la langue des Kalinagos, voire d’autres langues de l’époque coloniale (minoritaires et confinées au statut de langue « clandestine » dans le système esclavagiste et colonial). Le créole, qui a été dans un premier temps un pidgin (cf. les différences entre un pidgin et un créole) est devenu la langue maternelle des descendants des esclaves et par extension des populations de la région concernée. Les mots empruntés aux langues-bases, en effet, ont subi un ensemble de modifications (phonétiques, sémantiques, etc.) qui leur donnent une identité propre mais les laissent parfois reconnaissables par les locuteurs de la langue mère.
Il existe plusieurs genres de créoles. Dans la Caraïbe françaises, ce moyen linguistique de communication s’est constitué de mots de diverses origines mais possède une syntaxe, une grammaire et une conjugaison basées sur le modèle des langues d’Afrique de l’Ouest et d'Afrique centrale http://creoles.free.fr/Cours/afrique.htm.

### Le terme créolisation en linguistique
Le terme « créolisation » fut tout d'abord une appellation datant de l'époque coloniale. La créolisation était l'équivalent de l'acclimatation au nouvel environnement de l'esclave récemment déporté. Le créole désignant à l'origine l'européen né dans une colonie, le mot créolisation signifiait en fait l'intégration de sa langue par l'esclave, en y apportant quelques évolutions mineures.
Linguistiquement parlant, créolisation est un processus socio-ethnique identique du processus de pidginisation. Ce processus implique une langue de superstrat représentant la langue d’une minorité socio-économiquement dominante, et au moins une langue de substrat parlée par une grande majorité. En effet, certaines distinctions, tant socio-ethniques que linguistiques, ne différencient pas les processus de créolisation et de pidginisation.

### Le terme créolisation en sociologie
Selon le philosophe Alain Ménil, le terme de créolisation, popularisé par Stuart Hall et le poète Édouard Glissant, a été inventé par l’historien barbadien E. K. Brathwaite, qui a analysé l'apparition après les abolitions de l'esclavage d'une « unité » des sociétés des Antilles, quelles que soient les puissances coloniales qui avaient imposé l'esclavage depuis le XVIIe siècle, avec pour résultat de dépasser ce passé colonial en se débarrassant de la duplication d’un « modèle passé ou lointain, laissé en Europe ou en Afrique » et en « relativisant les multiples apports qui s’y sont peu à peu déposés » pour inventer autre chose. Ainsi le terme « Afro-américain » n'est utilisé dans aucune des îles des Antilles et la créolisation est radicalement différente des modèles théoriques qualifiant les sociétés parfois présentées comme multiculturelles, comme celle des États-Unis, et va même au-delà des différentes formes de métissage culturel. Selon Alain Ménil, ce mot de créolisation a ainsi « quitté le registre scientifique et académique » de disciplines universitaires y recourant, comme la linguistique et l'anthropologie sociale et culturelle. Il est surtout utilisé pour décrire de nouvelles pratiques et traditions sociales et artistiques modernes qui ont unifié les populations de ces îles dans une culture commune, domaines où les réflexions sur la créolisation ont été les plus fortes.
Plus largement, pour Roger Bastide, sociologue et anthropologue français, spécialiste de sociologie et de la littérature brésilienne, les Amériques noires dans leur ensemble se distinguent globalement par une « rupture entre l’ethnie et la culture », même les États-Unis conservant la notion de melting pot.
En France, même si le multiculturalisme a longtemps été écarté par les initiatives s'adressant à la diversité culturelle, il a souvent été confondu, par abus de langage, avec un interculturalisme beaucoup plus proche de la créolisation que du multiculturalisme.
Le concept s'est aussi beaucoup popularisé en Amérique du Sud selon des anthropologues. Pour la professeure de littératures francophones à l'université Paris 8, Françoise Simasotchi-Bronès, Édouard Glissant y a ajouté une dimension philosophique. Pour ce dernier, il désigne les identités culturelles inédites résultant de la confluence des différences, via un mouvement « de brassage, de transgression » des cultures.

### Conditions sociales
- La créolisation se produit dans une communauté multilingue (où au moins deux langues sont présentes). Whinnom (1971) postule que dans les communautés bilinguistiques, une des parties tendait à apprendre l’autre langue, bloquant ainsi le processus de relexification.
- Il existe un groupe social minoritaire économiquement dominant, ce qui se produit particulièrement dans une situation d’esclavagisme.
- La langue de superstrat est difficile d’accès aux locuteurs des langues de substrat.
- La communication entre les membres parlant les langues de substrat s’effrite, normalement par attrition des générations ayant eu des compétences dans l’une ou l’autre des langues de substrat.

Par exemple, le créole haïtien est socio-historiquement à superstrat français (le français colonial à base du français populaire de Paris).

### Génération de la langue créole
Plusieurs hypothèses ont été avancées pour expliquer la génération d'un créole.
Selon l'une d'entre elles, défendue notamment par Thomason & Kaufman, ainsi que par Singler, la créolisation est remarquable par sa rapidité. À peine 10 à 20 ans suffisent, ce qu'ils considèrent comme un changement linguistique brutal. Le processus intervient sur une ou deux générations, soit 25 ans, après l’implantation régionale de la communauté.
Selon une autre hypothèse, défendue notamment par DeGraff, Fournier et Wittmann, la genèse d’un créole est un fait purement socio-historique et ne constitue pas une exception aux théories de la grammaire universelle et du changement linguistique.
À l'instar des dialectes revendiquant un statut de langue à part entière, certains mouvements entendent officialiser également le créole.

## Typologie
Les créoles semblent suivre une typologie syntaxique SVO et donc une structure d’actance accusative, et ce même quand ce n’est pas le cas des langues substrats et superstrat[réf. nécessaire].

## Liste des créoles
À base lexicale allemande
- Unserdeutsch
- Küchendeutsch

À base lexicale anglaise
- créole bajan (en) (la Barbade)
- bichelamar
- Créole des îles Turques-et-Caïques
- Créole haïtien
- créole ngatik
- créole hawaïen
- créole jamaïcain
- créole libérien
- gullah
- krio de Sierra Leone
- kriol du Belize
- kriol d’Australie
- ndjuka
- Pidgin nigérian
- Pijin des îles Salomon
- pitcairnais
- saramaccan
- sranan (créole surinamien)
- tok pisin
- Singlish (Singapour)

À base lexicale arabe
- Arabe de Djouba
- Nubi
- Babalia (en)

À base lexicale bobangi
- Lingala

À base lexicale espagnole
- chavacano
- palenquero
- papiamento (classification non consensuelle)
- chamorro (classification non consensuelle)
- habla congo (classification non consensuelle)

À base lexicale française
- créoles français d’Amérique

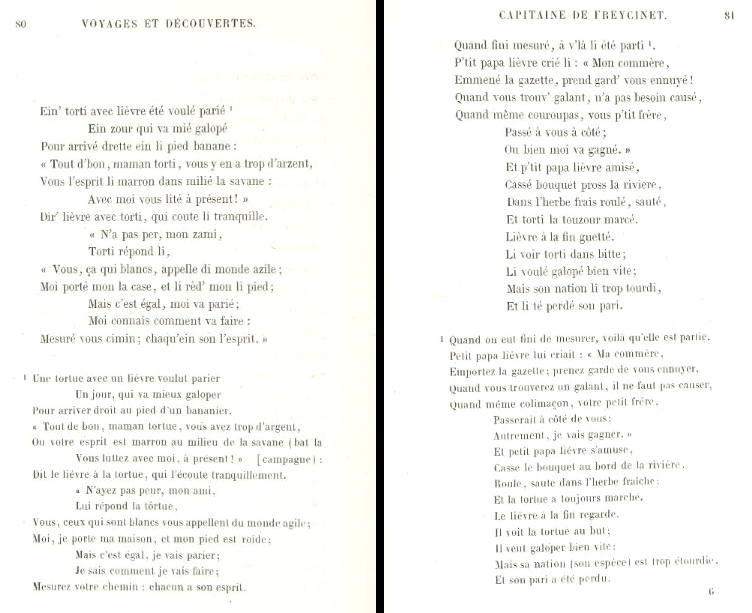
Le lièvre et la tortue, île Maurice, 1819.

  - avec ap comme marque d’aspect progressif
    - créole louisianais
    - créole haïtien

  - avec ka comme marque d’aspect progressif
    - créole guadeloupéen
    - créole dominiquais
    - créole martiniquais
    - créole saint-lucien
    - créole trinidadien
    - créole guyanais
    - créole saintois
- créoles français de l’océan Indien
  - créole bourbonnais ou mascarin
    - créole réunionnais
    - créole mauricien
    - créole rodriguais
    - créole seychellois
    - créole chagossien
    - créole agaléen
- créoles français de l’océan Pacifique
  - tayo

À base lexicale kongo
- kituba

À base lexicale malaise
- malais peranakan (Indonésie)
- malais d’Ambon (Indonésie)
- malais de Banda (Indonésie)
- betawi (Indonésie)
- créole de Malacca (Malaisie)
- malais baba (Singapour)
- malais de Kupang (Indonésie)
- malais de Sri Lanka
- malais de Manado (Indonésie)

À base lexicale néerlandaise
- negerhollands
- berbice-nederlands
- skepi (éteint)

À base lexicale  Ngbandi
- Sango

À base lexicale portugaise
- créole de Guinée-Bissau (Guinée Bissau et Casamance)
- créole du Cap-Vert (kriolu, kriol)
- fá d’Ambô
- papiamento (classification non consensuelle)
- patois macanais
- Kristang (Malacca, Singapour)

## Différence des créoles à base lexicale française
| français        | créole haïtien         | créole guadeloupéen      | créole guyanais               | créole martiniquais    | créole réunionnais                       | créole mauricien                         |
| --------------- | ---------------------- | ------------------------ | ----------------------------- | ---------------------- | ---------------------------------------- | ---------------------------------------- |
| moi, je         | mwen                   | mwen, an                 | mo                            | mwen, man              | mwin, moin, mi, amwin, amoin             | mo, mwa                                  |
| toi, tu         | ou                     | ou, vou                  | to, ou                        | ou, wou                | ou, twé, toué, atwé, atoué, ti, vou, vi, | to, twa                                  |
| il, elle        | li                     | i, li                    | i, li                         | li, i                  | li, lu, ali, alu                         | li                                       |
| nous            | nou                    | nou                      | nou                           | nou                    | nou, ni, nu                              | nou                                      |
| vous            | nou                    | zòt                      | zòt                           | zot                    | zot, ou, vi et vou (politesse)           | zot, ou (politesse)                      |
| eux, ils, elles | yo                     | yo                       | yé                            | yo                     | Azot, banna, bann-la, zot, zot-toute     | zot, bann la                             |
| eau             | dlo                    | dlo                      | dilo, d'lo (forme courte)     | dlo                    | dolo, delo, dlo                          | delo, dilo                               |
| terre           | tè, latè               | latè                     | latè(-a)                      | latè                   | tèr                                      | later                                    |
| boire           | bwè, brè               | bwè                      | bwè                           | bwè, brè               | bwar, boir                               | bwar, bwoar                              |
| ciel            | syèl, lesiel           | syèl                     | syèl                          | syel                   | syèl, siel                               | lesiel                                   |
| jour            | jou                    | jou                      | jou                           | jou                    | zour, jour                               | zour (durée), lizour (contraire de nuit) |
| manger          | manje                  | manje                    | manje                         | manje                  | manzé, manjé                             | manze                                    |
| femme           | fanm, dam, madam       | fanm                     | fanm, man, madanm             | fanm, madanm, machè    | fanm, madanm                             | fam, madam                               |
| homme           | nonm, nèg, mèsyè/misyè | boug, nonm               | boug, mouché, wonm            | boug, nonm, misyé, neg | boug, bononm, zonm, méssié/missié        | zom, misie, bolom, lom, boug             |
| vouloir         | vlè                    | vé                       | lé                            | lé                     | vé, veu,                                 | le, oule                                 |
| feu             | difè                   | difé                     | difé                          | difé                   | dofé, dfé                                | dife                                     |
| grand           | gran                   | gwan, gran               | gran                          | gran                   | gran                                     | gran                                     |
| nuit            | lannwit (le t sonore)  | lannwit (le t sonore)    | lannwit (le t sonore), soukou | lannwit (le t sonore)  | nwit, nuit (le t sonore), fénoir         | lanwit (le t sonore)                     |
| petit           | ti, piti, toupiti      | ti,piti, toupiti, toupit | piti, ti, toupiti             | ti, piti, pitit        | ti, pti                                  | piti, ti, tipti                          |

## Codification
- Code de langue IETF : crp[13]